# 保存的療法
保存的療法（ほぞんてきりょうほう、英語: Non-invasive procedure）とは、人体を傷付けず、つまり出血させずに治療する方法の総称である。それに対して、観血的療法とは出血させて治療する方法である。

## 種類
- 安静
- 理学療法
- 牽引療法（理学療法に含める場合もある）
- 心理療法
- 薬物治療
- 化学療法
- 食事療法
- 作業療法
- 言語聴覚療法（言語訓練、聴覚訓練）
- 装具療法
- 視能訓練
- 柔道整復術